# 史茵茵
史茵茵（英語：Ying-Ying Shih，1月13日—），台灣女歌手、詞曲作家、業餘譯者。出生於臺北市，畢業於北一女中、國立臺灣大學外國語文學系、哈佛大學教育研究所。

## 歌唱相關獎項
- 1995 北一女中民歌比賽冠軍
- 1995-6 寶麗金歌唱比賽銀獎並錄製合輯
- 2000 中廣流行之星優勝
- 2001 臺大樂樂欲試比賽冠軍
- 2001 臺大民歌比賽冠軍
- 2006 音圓盃歌唱比賽冠軍
- 2008 超級星光大道第三季踢館賽（註：踢館失敗，敗黎礎寧）
- 2009 入圍第21屆金曲獎最佳演唱獎(傳藝類)-首張個人專輯「有人在替你祈禱」
- 2010年入圍台北市花博會表演團體
- 2011年台北華山文化園區Legacy個人售票音樂會
- 王力宏「Music Man」世界巡迴演唱會和聲

## 參與樂團
- 曾任神祕失控人聲樂團成員

## 舞台音樂劇
- 2007 嵐創作體製作外百老匯音樂劇 I Love You , You’re Perfect , Now Change
- 2008 四月望雨／飾愛愛

## 翻譯作品
- 細數繁星 Number the Stars
- 我的父親 The Story of My Father
- 《我的父親》譯者史茵茵譯後感
- 我的父親 The Story of My Father(Chapter 1: Audio Version)
- 最後的夏天

## 其他經歷
- 2015年為紀錄片《冲天》配唱中華民國空軍歌曲《西子姑娘》

## 外部連結
- （繁體中文） 史茵茵的官方網站
- （繁體中文） 史茵茵的音樂故事 （页面存档备份，存于）